# Lijdend voorwerp
Het lijdend voorwerp of direct object is het zinsdeel waarop de werking van het werkwoord (het werkwoordelijk gezegde) rechtstreeks betrekking heeft; in sommige gevallen is het lijdend voorwerp het onmiddellijke resultaat van de door het werkwoordelijk gezegde omschreven handeling.

## Voorbeelden
In de volgende voorbeelden is het lijdend voorwerp onderstreept:
- Anna slaat Piet (Piet ondergaat de handeling van het slaan)
- Saskia leest een boek (een boek ondergaat de handeling van het lezen).
- Hij bouwt een huis (een huis ondergaat de handeling van het bouwen en is het onmiddellijke resultaat hiervan).

Een zinsdeel dat met een voorzetsel begint, is doorgaans niet een lijdend voorwerp, maar een voorzetselvoorwerp. Bijvoorbeeld: in de zin Ik ga op reis is op reis een voorzetselvoorwerp. Maar als het voorzetsel deel uitmaakt van een bijvoeglijke bepaling binnen een zinsdeel, kan dat zinsdeel wel weer een lijdend voorwerp zijn:
- Ik laad op de markt gekochte spullen in.

Hier is op de markt gekochte een bijvoeglijke bepaling bij spullen, en fungeert het hele zinsdeel op de markt gekochte spullen als lijdend voorwerp.

## Term "lijdend voorwerp"
Lijden heeft hier de niet meer algemeen gangbare betekenis van "ondergaan". Deze betekenis staat geheel los van lijden in de moderne betekenis van iets onaangenaams ondergaan.

## Syntaxis
Het lijdend voorwerp fungeert normaal gesproken als tweede argument bij het hoofdwerkwoord. Een werkwoord dat een lijdend voorwerp als tweede argument heeft of kan krijgen heet transitief of overgankelijk. Werkwoorden die geen lijdend voorwerp als argument kunnen hebben heten intransitief of onovergankelijk.

## Het lijdend voorwerp herkennen

### Lijdende en bedrijvende vorm
Wanneer een zin met een lijdend voorwerp (de bedrijvende vorm) wordt omgevormd tot een passieve zin, krijgt het zinsdeel dat in de bedrijvende zin het lijdend voorwerp was in de overeenkomende passieve zin de functie van onderwerp:
- Saskia leest een boek → Het boek wordt door Saskia gelezen.

### Nominalisatie
Een andere manier om het lijdend voorwerp in de zin te vinden is door substantivering van het werkwoord waar het lijdend voorwerp een van de argumenten bij is. In het Nederlands levert dit constructies op waarin het lijdend voorwerp deel uitmaakt van een woordgroep beginnend met van:
- Anna slaat Piet - Anna's slaan van Piet.
- Saskia leest een boek - Saskia's lezen van een boek.

## Markeringen
In talen met naamvallen is de accusatief de naamval die primair de functie van lijdend voorwerp markeert. In talen zonder naamvalssysteem (analytische talen) wordt het lijdend voorwerp wanneer dit een zelfstandig naamwoord is meestal niet morfologisch onderscheiden van andere zinsdelen. Dit is bijvoorbeeld het geval in het Nederlands. De syntactische functie van lijdend voorwerp moet in dit geval middels andere aspecten van de zin tot uiting komen, zoals de woord- en zinsdeelvolgorde. Wanneer het persoonlijk voornaamwoord de functie heeft van lijdend voorwerp, neemt het in de meeste talen een andere vorm aan ten opzichte van het onderwerp. Zo heeft het Nederlands de woordparen ik/mij, hij/hem, zij/haar enzovoort.
In ergatieve talen volgt de markering een ander systeem. Hier krijgen het lijdend voorwerp en het onderwerp van intransitieve zinnen dezelfde uitgang (vaak een nuluitgang), de zogeheten absolutieve naamval. Het onderwerp van transitieve zinnen staat in dit soort talen in een andere naamval, de ergatief.

## Verwante begrippen
Het indirect object wordt niet rechtstreeks getroffen door de door middel van het gezegde uitgedrukte handeling. Niettemin is ook hier sprake van een zekere betrokkenheid die grammaticaal tot uiting komt, bijvoorbeeld met een voorzetsel of markeerder.
In termen van thematische relaties komt het lijdend voorwerp min of meer overeen met de patiëns.